# Карабибер
Карабибер (на молдовски: Carabiber) е село, разположено в Бесарабски район, Молдова.

## Население
Населението на селото през 2004 година е 82 души, от тях:
- 52 – гагаузи (63,41 %) – тюркоезични българи
- 18 – молдовани (21,95 %)
- 6 – украинци (7,31 %)
- 4 – цигани (4,87 %)
- 1 – българин (1,21 %)
- 1 – руснак (1,21 %)